# Pierre Frieden

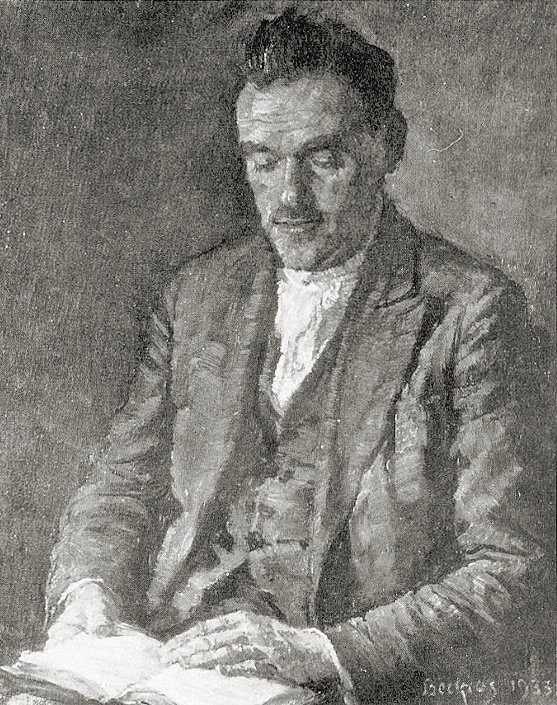
Portret van Frieden (Jean-Pierre Beckius, 1933)

Pierre Frieden (Mertert, 28 oktober 1892 - Zürich, Zwitserland, 23 februari 1959), was een Luxemburgs politicus en christelijk humanistisch denker.

## Biografie
Pierre Frieden studeerde van 1912 tot 1916 letteren en filosofie in Fribourg, Zürich, Genève (Zwitserland) en München. Sedert 1919 was hij hoogleraar, eerst aan het lyceum van Diekirch en daarna aan het atheneum van Luxemburg-Stad (het toenmalige hoogste opleidingsinstituut van Luxemburg). Aansluitend was hij hoogleraar aan de Cours Supérieur. Naast zijn werkzaamheden in het onderwijs was hij ook directeur van de Nationale Bibliotheek.
Pierre Frieden was van 18 september tot 4 november 1942 geïnterneerd in het concentratiekamp Hinzert (SS-Sonderlager Hinzert), gelegen in Rijnland-Palts. In dit concentratiekamp werden vooral veel Luxemburgers geïnterneerd die weigerden om zich naar de wensen van de Duitse bezetter te schikken. Na de Bevrijding van Luxemburg werd Pierre Frieden lid van de Chrëschtlech Sozial Vollekspartij en werd op 23 november 1944 minister van Onderwijs, Religieuze Zaken, Kunsten en Wetenschappen in de Bevrijdingsregering onder leiding van premier Pierre Dupong (CSV). Pierre Frieden bleef minister tot 14 november 1945. Sinds 14 juli 1948 was hij nogmaals minister van Onderwijs, Religieuze Zaken, Kunsten en Wetenschappen, eerst onder Dupong en daarna onder diens opvolger Joseph Bech. Sedert 3 juli 1951 was hij tevens minister van Bevolking en Gezin en Binnenlandse Zaken.

## Premier
Pierre Frieden werd op 29 maart 1958, na de parlementsverkiezingen van dat jaar, premier. Hij behield zijn overige ministersposten. Krap een jaar later ging Frieden voor een behandeling naar Zürich (Zwitserland). Hij overleed aldaar op 23 februari 1959.
Pierre Frieden werd opgevolgd door partijgenoot Pierre Werner.

## Denker
Minder bekend is Pierre Frieden als christelijk humanistisch denker. Hij werd vooral beïnvloed door denkers als Henri Bergson, Charles Péguy etc. Van zijn hand verschenen o.a.:
- De la primauté du spirituel
- Variations sur le thème humaniste et européen
- Vertus de l'humanisme chrétien
- Das französische Bildungswesen in Geschichte und Gegenwart
- Meditationnen um dem Menschen. Band 1
- Meditationnen um dem Menschen. Band 2
- Fritz Endres. Erlebenisse aus der Gefängnis und KZ.

## Voetnoten
1. 1 2  Tatsachen aus der Geschichte des Luxemburger Landes, door: Dr. P.J. Muller (1968), blz. 404
2. ↑  Er zaten vooral Luxemburgers gevangen die geen lid waren van de Volksdeutsche Bewegung, een vereiste wilde men "gewoon" blijven functioneren

- Bibliothèque nationale de France: cb12666994t (data)
- Gemeinsame Normdatei: 1069227641
- International Standard Name Identifier: 0000 0001 0956 3430
- Library of Congress Control Number: no91009555
- Nationale Bibliotheek van Polen: a0000002611621
- Nederlandse Thesaurus van Auteursnamen: 070963452
- Système universitaire de documentation: 153334843
- Virtual International Authority File: 15239453
- WorldCat: E39PBJgd7rKkRV4RXM3dThKfMP